# Gonez
Gonez ist eine französische Gemeinde mit 29 Einwohnern (Stand 1. Januar 2022) im Département Hautes-Pyrénées in der Region Okzitanien (vor 2016: Midi-Pyrénées). Sie gehört zum Arrondissement Tarbes und zum Kanton Les Coteaux.
Die Einwohner werden Gonezais und Gonezaises genannt.

## Geographie

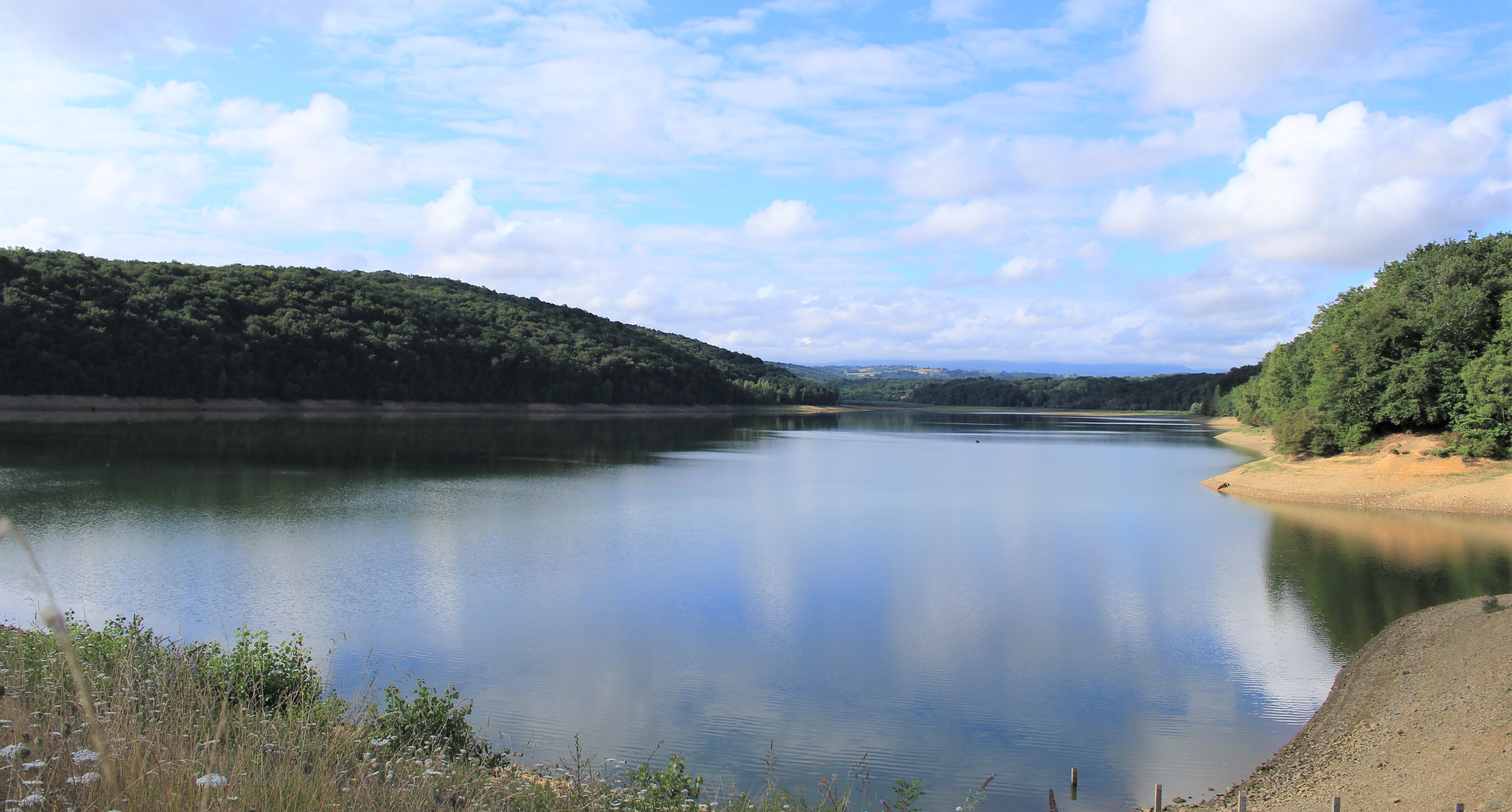
Stausee Lac de l’Arrêt-Darré

Gonez liegt circa elf Kilometer östlich von Tarbes in dessen Einzugsbereich (Aire urbaine) in der historischen Provinz Bigorre. Durch das Gemeindegebiet von Gonez fließen die letzten zwei Kilometer des Arrêt-Darré nach dem Stausee Lac de l’Arrêt-Darré bis zur Mündung in den Arros. Zum Gemeindegebiet gehören ein Teil des Stausees und der östliche Teil der Staumauer.
Umgeben wird Gonez von den fünf Nachbargemeinden:
|          | Coussan                                     | Goudon    |
| Laslades | Kompassrose, die auf Nachbargemeinden zeigt |           |
| Sinzos   |                                             | Moulédous |

## Einwohnerentwicklung

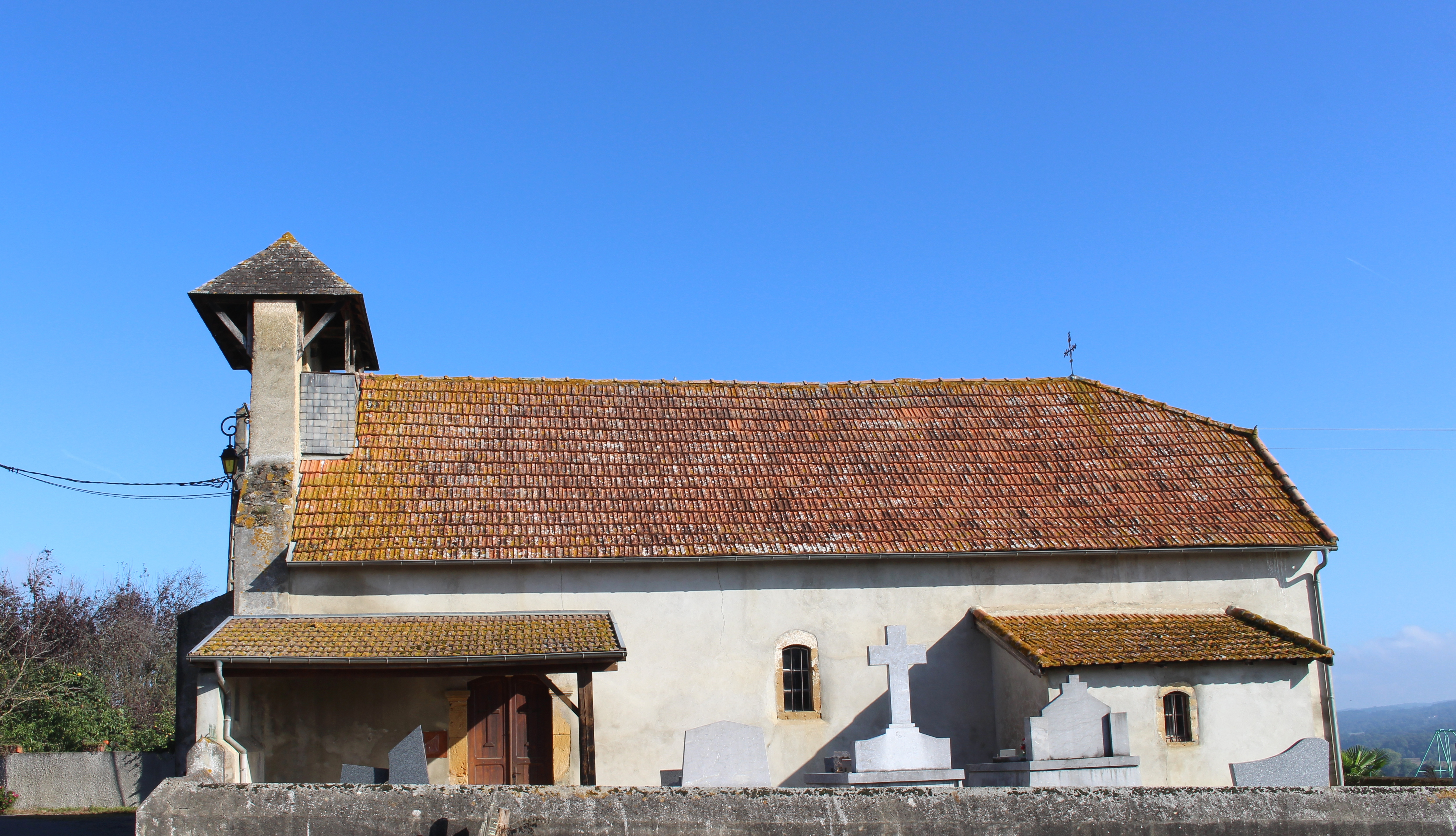
Pfarrkirche Saint-Pierre

Zu Beginn der Aufzeichnungen und in der Mitte des 19. Jahrhunderts stieg die Einwohnerzahl auf einen Höchststand von rund 65. In der Folgezeit sank die Zahl der Einwohner bei kurzen Erholungsphasen bis nach dem Zweiten Weltkrieg auf ein Niveau von rund 30, das bis heute gehalten wird.
| Jahr      | 1962 | 1968 | 1975 | 1982 | 1990 | 1999 | 2006 | 2011 | 2022 |
| --------- | ---- | ---- | ---- | ---- | ---- | ---- | ---- | ---- | ---- |
| Einwohner | 32   | 30   | 36   | 33   | 35   | 31   | 26   | 34   | 29   |

## Sehenswürdigkeiten
- Pfarrkirche Saint-Pierre

## Wirtschaft und Infrastruktur
Gonez liegt in den Zonen AOC der Schweinerasse Porc noir de Bigorre und des Schinkens Jambon noir de Bigorre.

### Verkehr
Gonez wird von den Routes départementales 14 und 614 durchquert.